# Votuporanga Airport
Votuporanga Airport är en flygplats i Brasilien.   Den ligger i kommunen Votuporanga och delstaten São Paulo, i den södra delen av landet, 600 km söder om huvudstaden Brasília. Votuporanga Airport ligger 493 meter över havet.
Terrängen runt Votuporanga Airport är platt. Närmaste större samhälle är Votuporanga, 5,6 km nordost om Votuporanga Airport.
Omgivningarna runt Votuporanga Airport är en mosaik av jordbruksmark och naturlig växtlighet. Runt Votuporanga Airport är det glesbefolkat, med 16 invånare per kvadratkilometer.